# Tomáš Janík
Tomáš Janík (* 27. ledna 1977 Hustopeče) je český pedagog. Předmětem jeho odborného zájmu je problematika učitelské přípravy a profesionalizace (pedeutologie), kurikula a jeho proměn (kurikulární studia) a školního vyučování a učení (transdisciplinární didaktika). Metodologicky se profiluje v oblasti výzkumu založeného na analýze videozáznamu.

## Život
Vystudoval magisterské studium na Pedagogické fakultě Masarykovy univerzity (obor učitelství pro 1. stupeň ZŠ). Od roku 2007 vede Institut výzkumu školního vzdělávání pedagogické fakulty Masarykovy univerzity (dříve Centrum pedagogického výzkumu). V letech 2009–2011 souběžně působil ve Výzkumném ústavu pedagogickém v Praze, kde vedl výzkum kurikulární reformy. V roce 2018 byl jmenován profesorem pro obor Pedagogika. Od roku 2015 působí jako proděkan Pedagogické fakulty Masarykovy univerzity a od roku 2019 jako statutární zástupce děkana.

## Výzkum kurikulární reformy
Cílem plošného výzkumu Kvalitní škola bylo vyhodnotit úspěšnost kurikulární reformy na gymnáziích. Na výzkumu spolupracoval Výzkumný ústav pedagogický v Praze (VÚP, od 1. července 2011 součást Národního ústavu pro vzdělávání) s Institutem výzkumu školního vzdělávání Pedagogické fakulty Masarykovy univerzity v Brně.
Výsledky jednotlivých fází výzkumu jsou shrnuty v následujících publikacích:
- Kurikulární reforma na gymnáziích v rozhovorech s koordinátory pilotních a partnerských škol – metodický postup a výsledky první etapy výzkumu.
- Kurikulární reforma na gymnáziích: výsledky dotazníkového šetření – výsledky druhé etapy výzkumu.
- Kurikulární reforma na gymnáziích: případové studie tvorby kurikula – výsledky třetí etapy výzkumu.
- Kurikulární reforma na gymnáziích: od virtuálních hospitací k videostudiím – výzkumná zpráva představuje videostudie jako jeden z možných hospitačních nástrojů založený na videozáznamech vyučovacích hodin; na příkladech videozáznamů 3 vyučovacích hodin z gymnázií jsou zde ve vztahu ke klíčovým kompetencím analyzovány vybrané výukové situace.
- Kvalita školy a kurikula: od expertního šetření ke standardu kvality – výsledky expertního šetření kvality školy a kurikula, které proběhlo mezi učiteli a řediteli gymnázií v červnu a v červenci 2011.

## Členství ve vědeckých a oborových radách
Je členem Vědecké rady Univerzity Karlovy a dále vědeckých rad PedF UK, PdF MU, PdF JČU a ŠPÚ Bratislava. Působí v oborových radách/komisích doktorských studijních programů/oborů Pedagogika, Didaktika cizích jazyků (PdF MU), Pedagogika (PdF UP), Pedagogika (SAV Bratislava), Obecné otázky matematiky (PřF MU), Obecné otázky fyziky (PřF MU), Didaktika fyziky a obecné otázky fyziky (MFF UK) a Školská pedagogika (PdF TU v Trnavě).

## Členství v redakcích a redakčních radách časopisů
V letech 2006–2014 byl vedoucím redaktorem časopisu Pedagogická orientace. Aktuálně je členem redakčních rad časopisů Pedagogická orientace, Orbis scholae a Journal of Pedagogy Archivováno 23. 5. 2013 na Wayback Machine..

## Členství v odborných organizacích
Působí ve výboru České pedagogické společnosti, je členem České asociace pedagogického výzkumu a Österreichische Gesellschaft für Forschung und Entwicklung im Bildungswesen.

## Pedagogická encyklopedie
Jako vědecký konzultant přispěl ke vzniku Pedagogické encyklopedie[nedostupný zdroj] (Praha: Portál, 2009, – 936 stran).

## Vybrané publikace
- Janík, T. (2013). Od reformy kurikula k produktivní kultuře vyučování a učení. Pedagogická orientace, 23(5), 634–663.
- Janík, T. (2012). Kvalita výuky: vymezení pojmu a způsobu jeho užívání. Pedagogika, 65(3), 244–261.
- Janík, T., Najvar, P., Najvarová, V., Trna, J., & Novák, P. (2012). Opportunities to Learn in Physics Instruction in the Czech Republic: Findings of the IRSE Video Study. Archivováno 22. 9. 2020 na Wayback Machine. The New Educational Review, 28(2), 102–114.
- Janík, T., Knecht, P., Najvar, P., Píšová, M., & Slavík, J. (2011). Kurikulární reforma na gymnáziích: výzkumná zjištění a doporučení. Pedagogická orientace, 21(4), 375–415.
- Janík, T., Knecht, P., Kubiatko, M., Pavlas, T., Slavík, J., Solnička, D., & Vlček, P. (2011). Kvalita školy a kurikula: od expertního šetření ke standardu kvality. Praha: NÚV.
- Janík, T. (2010). Stav a výhledy českého pedagogického výzkumu. Pedagogická orientace, 20(2), 5–22.
- Janík, T. (2009). Didaktické znalosti obsahu a jejich význam pro oborové didaktiky, tvorbu kurikula a učitelské vzdělávání. Brno: Paido.
- Janík, T., Maňák, J., & Knecht, P. (2009). Cíle a obsahy školního vzdělávání a metodologie jejich utváření. Brno: Paido.
- Janík, T., Slavík, J. (2009). Obsah, subjekt a intersubjektivita v oborových didaktikách. Pedagogika, 59(2), 116–135.
- Janík, T., Janíková, M., Najvar, P., & Najvarová, V. (2008). Ziele und Zielorientierung im Physikunterricht: Einblicke in die Überzeugungen von tschechischen Physiklehrern.[nedostupný zdroj] Zeitschrift für Didaktik der Naturwissenschaften, 14(1), 201–217.
- Janík, T. (2004). Význam Shulmanovy teorie pedagogických znalostí pro oborové didaktiky a pro vzdělávání učitelů. Pedagogika, 54(3), 243–250.